# Otto Nüsslin
Otto Nüsslin (Karlsruhe, 26 ottobre 1850 – Baden-Baden, 2 gennaio 1915) è stato uno zoologo e forestale tedesco.

## Biografia
Dopo aver completato i suoi studi, entrò nello staff di Bernard Altum (1824-1900) e Robert Hartig (1839-1901) all'Accademia forestale di Eberswalde. Nel 1880 Nüsslin fondò il Lehrstuhl für Zoologie und Forstzoologie (Dipartimento di Zoologia e Zoologia Forestale) al Karlsruher Institut für Technologie, dove fu professore fino al 1914.
È noto per le sue ricerche sulle specie zoologiche che hanno un impatto negativo sulle foreste, come le Scolytinae. Nel campo dell'ittiologia ha il merito di aver fornito le descrizioni scientifiche di tre specie di coregonidi presenti nei laghi svizzeri.
Diverse specie portano il suo nome, come ad esempio: Henneguya nuesslini, Adelges nuesslini, Bursaphelenchus nuesslini e Kissophagus nuesslini.

## Opere
- Zur Kritik des Amphioxauges. Inaugural dissertation, 1877 - Critique on amphioxus.
- Beiträge zur Anatomie und Physiologie der Pulmonaten, 1879 - Contributions to the anatomy and physiology of Pulmonata.
- Über normale Schwärmzeiten und über Generationsdauer der Borkenkäfer, 1882 - On normal "swarm times" and "generation times" of the bark beetle.
- Über einige neue Urthiere aus dem Herrenwieser See im badischen Schwarzwalde, (1884).
- Die Schweizer Coregonenspecies: Erurderung auf eine Dr. V. Fatios "Deux mots à propos Coregonus macrophthalmus de Nüsslin", 1903 - Swiss Coregonus species, A reply to Dr. Victor Fatio.
- Leitfaden der Forstinsektenkunde, 1905 - Guide to forest entomology.
- Neuere ergebnisse der chermes-forschung, (1910).
- Die Larven der Gattung Coregonus, ihre Beziehungen zur Biologie, und ihre systematische Bedeutung, 1908 - The larvae of the genus Coregonus, their relationship to biology, and their systematic significance.[1][2]

| Nüsslin è l'abbreviazione standard utilizzata per le specie animali descritte da Otto Nüsslin. Categoria:Taxa classificati da Otto Nüsslin |